# Mercedes-Benz W638
Mercedes-Benz W638 ili Mercedes-Benz Vito je kombinirano vozilo kojeg proizvodi marka Mercedes-Benz u gradu Vitoria-Gasteiz u Španjolskoj. Vozilo je dobilo ime Vito po gradu u kojem je smještena proizvodnja.